# Stephan Suschke

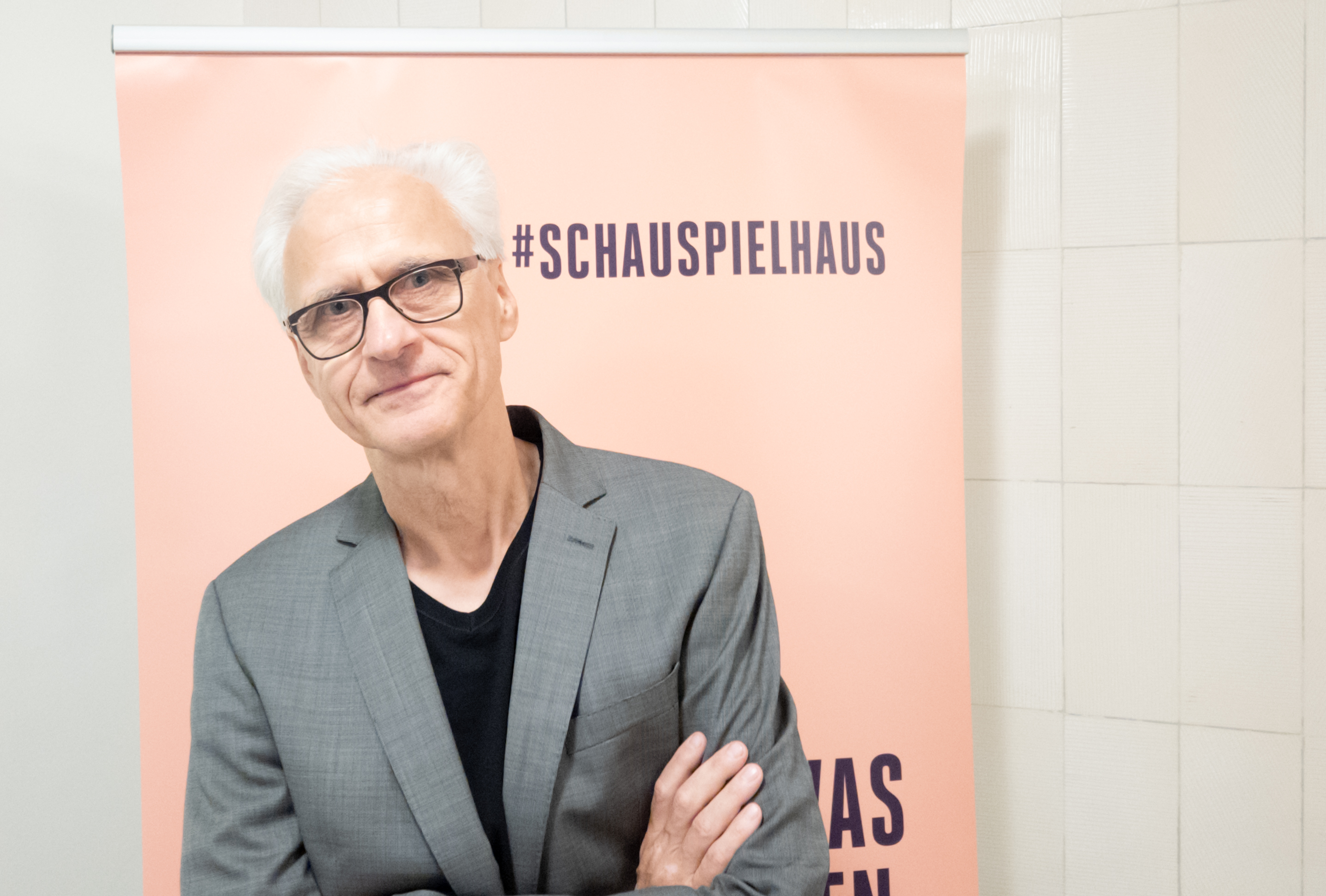
Stephan Suschke (2023)

Stephan Suschke (* 1958 in Weimar) ist ein deutscher Theaterregisseur, –intendant und Autor.

## Leben
Suschke studierte ab 1982 Theaterwissenschaften an der Humboldt-Universität zu Berlin, das Studium schloss er 1987 mit dem Diplom ab. Anschließend arbeitete er bis 1990 als Schauspiel-Dramaturg am Theater Greifswald. Eine eigene Regiearbeit war in dieser Zeit etwa Jochen Schanotta von Georg Seidel.
In den späten 1980er und frühen 1990er Jahren war er enger Mitarbeiter von Heiner Müller bei dessen Inszenierungen am Deutschen Theater Berlin.  Er wirkte beispielsweise an Müllers Inszenierungen von Der Lohndrücker, Hamlet/Maschine und Der aufhaltsame Aufstieg des Arturo Ui mit und war 1993 Regie-Assistent bei Müllers Tristan und Isolde bei den Bayreuther Festspielen. Über die Zusammenarbeit mit Müller berichtete er in dem 2003 erschienenen Buch Müller macht Theater. 10 Inszenierungen und ein Epilog. Außerdem wirkte er an Müllers Autobiografie Krieg ohne Schlacht mit.
In Berlin war er Mitorganisator der Ausstellung „Die Endlichkeit der Freiheit“. Er schrieb das Buch für den Dokumentarfilm „Ich bin mit meiner Angst allein – Der Dichter Martin Pohl“ und führte Co-Regie.
1994 führte er Regie (Gesamtleitung Peter Zadek) bei „Ich bin das Volk“ am Berliner Ensemble. 1995 führte er Regie beim Hörspiel „Wasteland an Medeamaterial Landscape with Argonauts“ für CBS Kanada sowie Regie bei Lesungen von „Liebesbriefe an Hitler“ von Franz Xaver Kroetz, unter anderen gelesen von Marianne Hoppe und Bernhard Minetti. 1995 wurde er stellvertretender Intendant am Berliner Ensemble. Im selben Jahr führte er Regie bei „Eva – Hitlers Geliebte“ von Kroetz bei der Uraufführung am Berliner Ensemble. Von 1997 bis 1999 war er Künstlerischer Leiter des Berliner Ensembles. Während dieser Zeit inszenierte er „Die Bauern“ (Heiner Müller), „Der Sturm“ (Shakespeare) und „Philoktet“ (Heiner Müller)
Seit 1999 arbeitete er als freier Regisseur. Er führte mehrfach Regie am Saarländischen Staatstheater und am Theater Ulm, dort etwa 2007/2008 von Der Freischütz und 2009/2010 von Woyzeck sowie 2011 von Hamlet und inszenierte am Staatsschauspiel Dresden. Daneben arbeitete er im Ausland, darunter am Theatre National de la communauté in Brüssel, an der National School of Drama in Neu-Delhi, am Victorian College of Arts in Melbourne und am Castillo Theatre in New York.
Am Mainfranken Theater Würzburg inszenierte er verschiedene Musiktheateraufführungen: 2005 „Das Herz“ (Hans Pfitzner); 2007 „Der Vampir“ (Heinrich Marschner), 2010 die Uraufführung von „Die andere Seite“ (Michael Obst), 2012 „Macbeth“ (Verdi), 2014 „Rakes Progress“ (Stravinsky), 2015 „Fidelio“ (Beethoven). Dort inszenierte er seit 2005 u. a. „Ödipus“ (Hölderlin/Müller), 2007 „Maria Stuart“; 2012 „Hermannsschlacht“, 2013 „König Lear“ (Shakespeare), „Der Geizige“, 2014 „Der Kaufmann von Venedig“(Shakespeare), „Mollath“ (Melle), 2015 „Heilige Johanna der Schlachthöfe“ (Brecht), „Der Auftrag“ (Heiner Müller), "Der Revisor" (Gogol), „Quartett“ (Heiner Müller).
Am Hessischen Landestheater Marburg inszenierte er im Rahmen einer Brecht-Reihe „Baal“, „Der Gute Mensch von Sezuan“, „Fatzer“ und „Leben des Galilei“.
2013 war er zusammen mit Mark Lammert der Kurator der Ausstellung „Horst Sagert – Zwischenwelten“ auf Schloss Neuhardenberg.
Mit der Saison 2016/2017 übernahm Suschke die Stelle des Schauspieldirektors am Landestheater Linz. Unter anderem inszenierte er 2017 Der Sturm von William Shakespeare, 2018 Heiner Müllers Drama Anatomie Titus, 2021 Alte Meister von Thomas Bernhard, 2022 Macbeth von William Shakespeare in der Fassung von Heiner Müller, 2023 Julius Caesar in der Bearbeitung von Helmut Krausser. Zum Abschluss seiner Zeit am Landestheater Linz brachte er 2024 Das unschuldige Werk von Thomas Arzt auf die Bühne. Im Herbst 2023 kündigt Suschke an, seine Tätigkeit in Linz mit Ende der Spielsaison 2023/24 vorzeitig zu beenden. Als sein Nachfolger am Landestheater Linz ab der Spielzeit 2024/25 wurde David Bösch ernannt.

## Schriften
- Müller macht Theater. 10 Inszenierungen und ein Epilog, Theater der Zeit, Berlin 2003. ISBN 3-934344-31-3
- Angst vor dem Glück (mit Walter Schmidinger), Alexander Verlag, Berlin 2004
- Horst Sagert: Zwischenwelten (Außer den Reihen) (als Herausgeber zus. m. Mark Lammert), Theater der Zeit, Berlin 2013

## Auszeichnungen
- 2025: Ehrenzeichen des Landes Oberösterreich für Kultur in Silber[10]